# 10 Shorehead

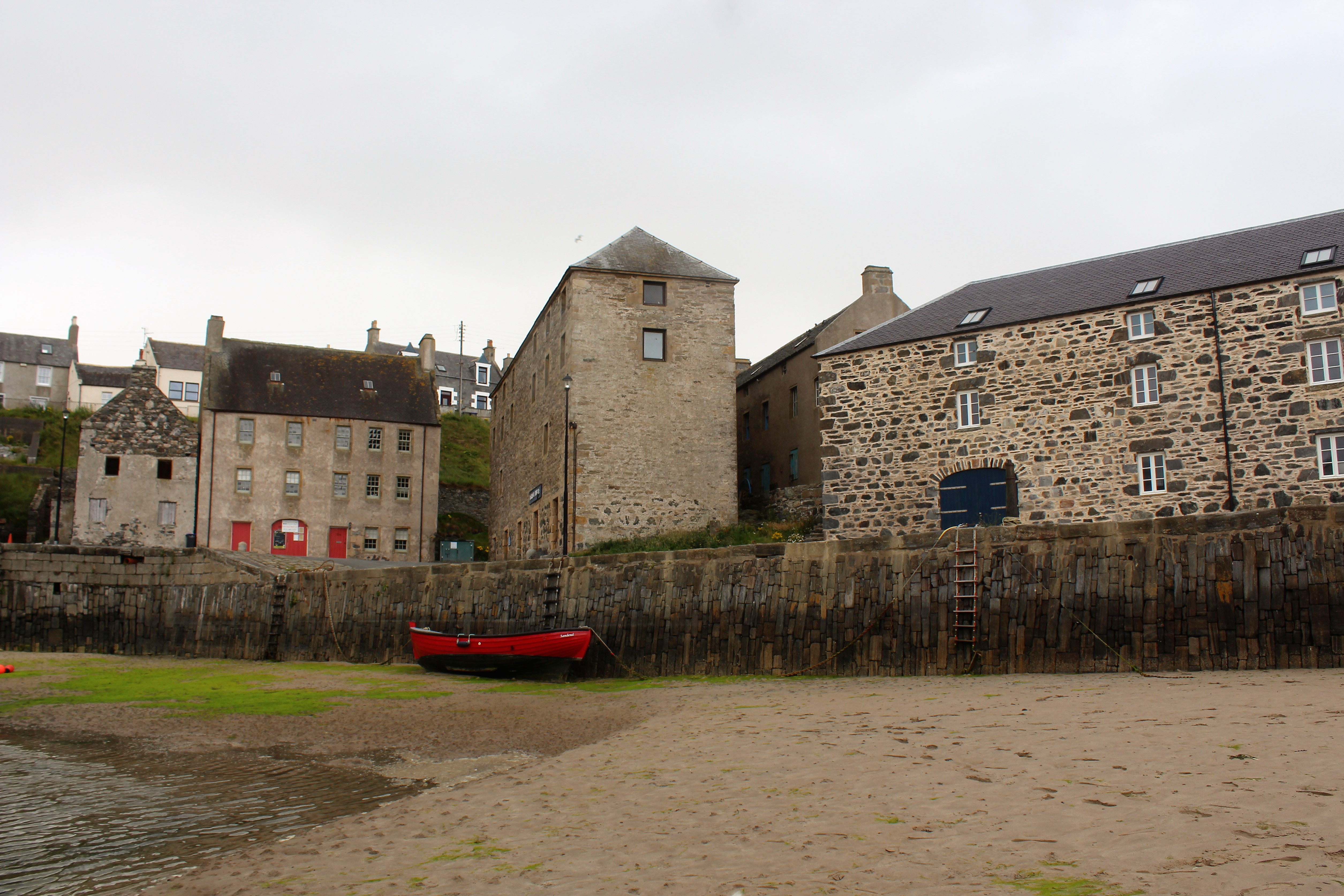
10 Shorehead halblinks mit rotem Tor

Unter der Adresse 10 Shorehead in der schottischen Ortschaft Portsoy in der Council Area Aberdeenshire befindet sich ein Wohngebäude. 1972 wurde das Bauwerk in die schottischen Denkmallisten in der höchsten Denkmalkategorie A aufgenommen. Des Weiteren ist es zusammen mit Corf Warehouse einer Werkstatt, dem Old Co-Operative Grain Store und dem Alten Hafen von Portsoy Teil eines Denkmalensembles der Kategorie A.

## Beschreibung
Das dreistöckige Wohngebäude wurde im Jahre 1726 für einen Kaufmann errichtet. Es steht an der Straße Shorehead nahe dem Alten Hafen neben dem Corf Warehouse.
Das Gebäude weist einen L-förmigen Grundriss auf. Seine nordostexponierte, dem Alten Hafen zugewandte Hauptfassade ist fünf Achsen weit. Sie ist mit Harl verputzt, wobei Natursteineinfassungen abgesetzt sind. Auf der zweiten Achse von links ist ein flaches segmentbogiges Tor eingelassen. Eingangstüren flankieren das Tor. In den Westgiebel sind zwei ovale Oculi eingelassen. Die Giebel sind als Staffelgiebel ausgeführt. Die steil geneigten Satteldächer sind mit Schiefer eingedeckt, wobei der First mit einer Sandsteinkappe gedeckt ist. An der Ostseite treten zwei Gauben mit Schweifgiebeln aus dem Dach heraus.